# Venice (Louisiana)
Venice ist eine Siedlung, die keiner Gemeinde angehört, im Plaquemines Parish im Südosten des US-amerikanischen Bundesstaates Louisiana mit 162 Einwohnern (Stand: Volkszählung 2020).

## Geschichte
Durch den Hurrikan Katrina im Jahre 2005 ist Venice fast vollständig zerstört worden. Seitdem sind zahlreiche Gebäude erneut aufgebaut worden, die Auswirkungen sind aber noch erkennbar. Die Brücke, die nach Venice führt, wurde nicht zerstört.

## Geografie
Venice, der Endpunkt der Great River Road, liegt 121 Kilometer südöstlich von New Orleans und ist der letzte über Straßen erreichbare Ort am Mississippi wenige Kilometer vor dessen Mündung in den Golf von Mexiko. Venice liegt am westlichen Ufer des Mississippi auf 29° 16′ 37″ nördlicher Breite und 89° 21′ 17″ westlicher Länge.

## Wirtschaft
Im Ort spielt sowohl der kommerzielle Fischfang als auch das Sportangeln eine große Rolle. Es gibt eine Marina und zahlreiche Veranstalter für Angeltouren.

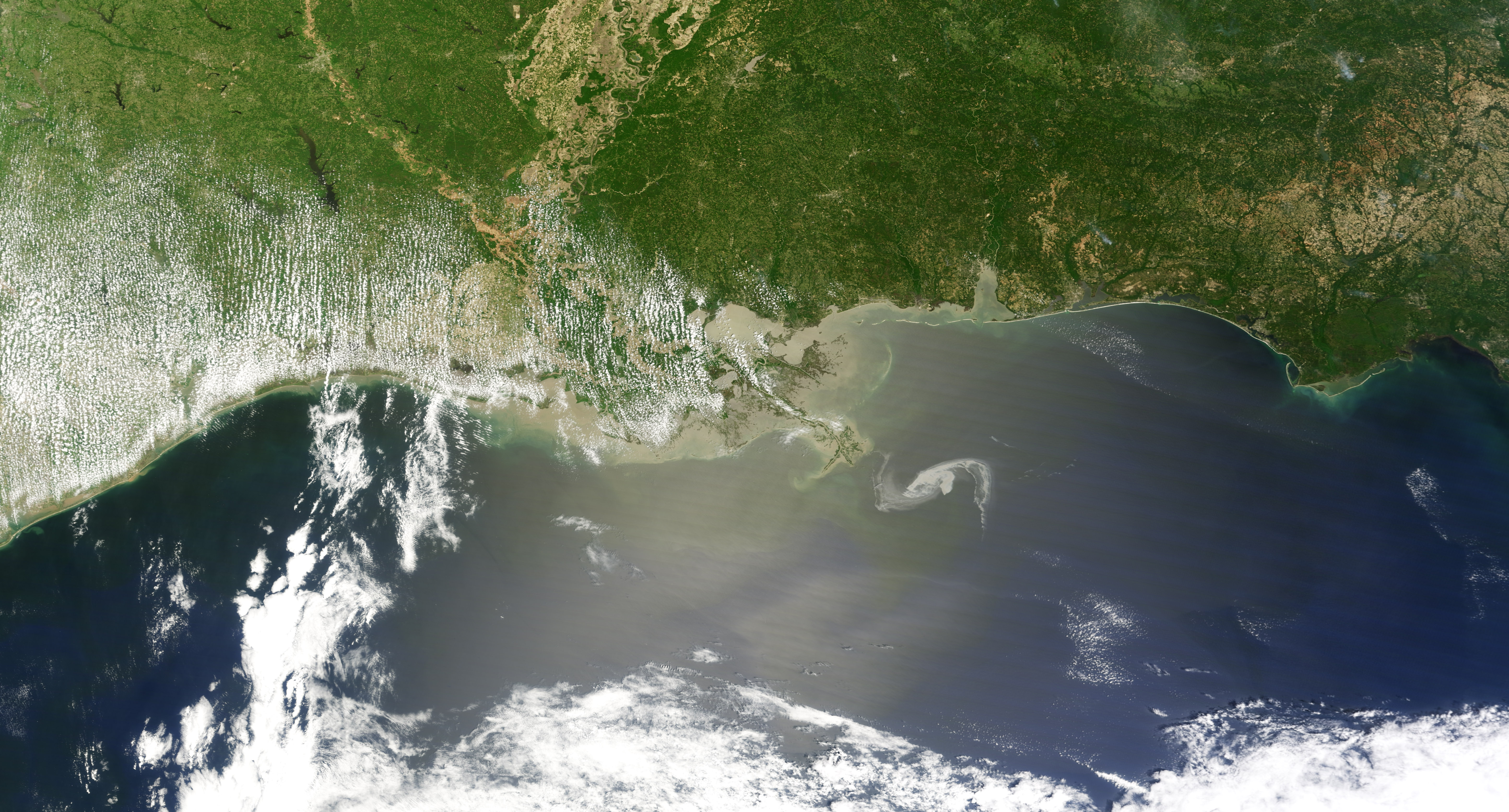
Ölteppich vor dem Mississippi-Delta, Aufnahme vom 30. April 2010

Ein weiterer Wirtschaftszweig ist die Versorgung der zahlreichen Bohrplattformen vor der Küste. Eine dieser Anlagen zur Ölförderung, die Plattform Deepwater Horizon, etwa 84 km südöstlich von Venice im Golf von Mexiko gelegen, sank am 22. April 2010 nach einer Explosion. Als Folge dieses Unfalls lief Rohöl aus dem Leck in 1500 m Seetiefe und verursachte eine Ölpest von bis dahin nicht vorgekommenen Ausmaßen. Das bedeutet eine Umweltkatastrophe für die sensible Tier- und Pflanzenwelt im Flussdelta des Mississippi und in weiteren Küstenbereichen des Golfs, aber auch eine Bedrohung der Lebensgrundlage der Einwohner von Venice und anderer Küstenorte.